# Sierra Morena, Chiapas
Sierra Morena är en ort i Mexiko.   Den ligger i kommunen Villa Corzo och delstaten Chiapas, i den sydöstra delen av landet, 700 km sydost om huvudstaden Mexico City. Sierra Morena ligger 1 172 meter över havet och antalet invånare är 163.
Terrängen runt Sierra Morena är kuperad österut, men västerut är den bergig. Runt Sierra Morena är det ganska glesbefolkat, med 24 invånare per kvadratkilometer. Närmaste större samhälle är Tonalá, 19,0 km väster om Sierra Morena. I omgivningarna runt Sierra Morena växer i huvudsak städsegrön lövskog.